# Forcipomyia jipajapae
Forcipomyia jipajapae är en tvåvingeart som beskrevs av Wirth 1970. Forcipomyia jipajapae ingår i släktet Forcipomyia och familjen svidknott. Inga underarter finns listade i Catalogue of Life.